# 格拉讷
格拉讷（法語：Grane，法語發音：[ɡʁan]）是法国德龙省的一个市镇，属于迪镇区。

## 地理
格拉讷（44°43'52"N, 4°55'18"E）面积44.84 平方千米，位于法国奥弗涅-罗讷-阿尔卑斯大区德龙省，该省份为法国东南部内陆省份，北起顺时针与伊泽尔省、上阿尔卑斯省、上普罗旺斯阿尔卑斯省、沃克吕兹省和阿尔代什省接壤。
与格拉讷接壤的市镇（或旧市镇、城区）包括：阿莱克斯、沙布里扬、克利尤斯克拉、厄尔、德龙河畔利夫龙、德龙河畔洛里奥勒、马尔萨讷、米尔芒德、拉罗什叙格拉讷。

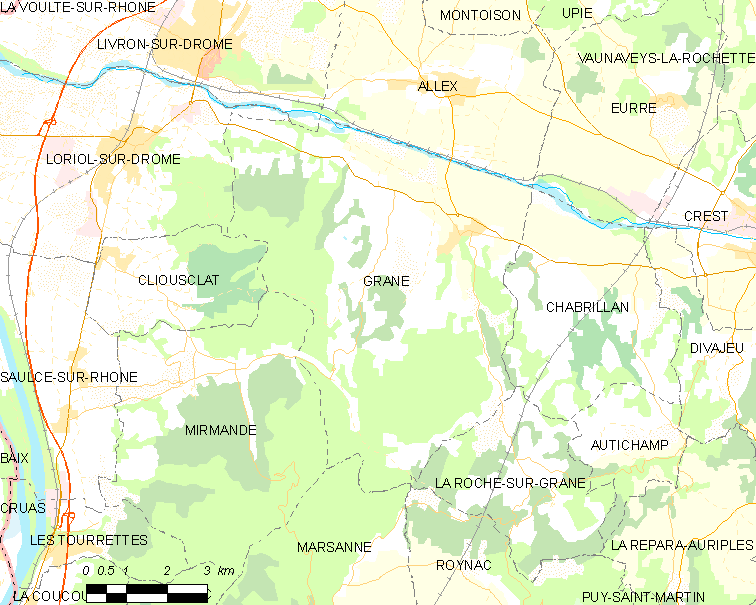
格拉讷的OSM定位图

格拉讷的时区为UTC+01:00、UTC+02:00（夏令时）。

## 行政
格拉讷的邮政编码为26400，INSEE市镇编码为26144。

## 政治
格拉讷所属的省级选区为克雷县。

## 人口

1962-2008年间格拉讷人口变化图示

格拉讷于2022年1月1日时的人口数量为2136人。